# Jacques Bianchini
Pour les articles homonymes, voir Bianchini.
Jacques Bianchini, né le 13 avril 1901 à Sartène (Corse) et mort le 30 mars 1988 à Ajaccio (Corse-du-Sud), est un homme politique français.

## Biographie
Instituteur à Sartène en 1924. Son engagement politique à la SFIO dans le Sartenais lui vaut d'être muté à Calenzana en 1934. Conseiller municipal de Sartène en 1945. Conseiller général de la Corse en 1945 à 1951. Élu maire de Sartène en 1947. Député de la Corse de 1946 à 1951. Membre des commissions des moyens de communication et du tourisme, de la marine marchande et des pêches. Il fait également partie de la sous-commission chargée de suivre et d'apprécier la mise en œuvre de la convention économique européenne et du programme de relèvement européen. En outre, il est désigné comme juré à la Haute Cour de Justice. L'essentiel de son activité parlementaire concerne l'équipement de la Corse.

## Détail des fonctions et des mandats
Mandat parlementaire
- 10 novembre 1946 - 4 juillet 1951 : Député de la Corse